# Hřbitov v Nymburce
Hřbitov v Nymburce je hlavní městský hřbitov v městské části Drahelice v Nymburce. Nachází se v západní okraji města, v ulici Lipová.

## Historie

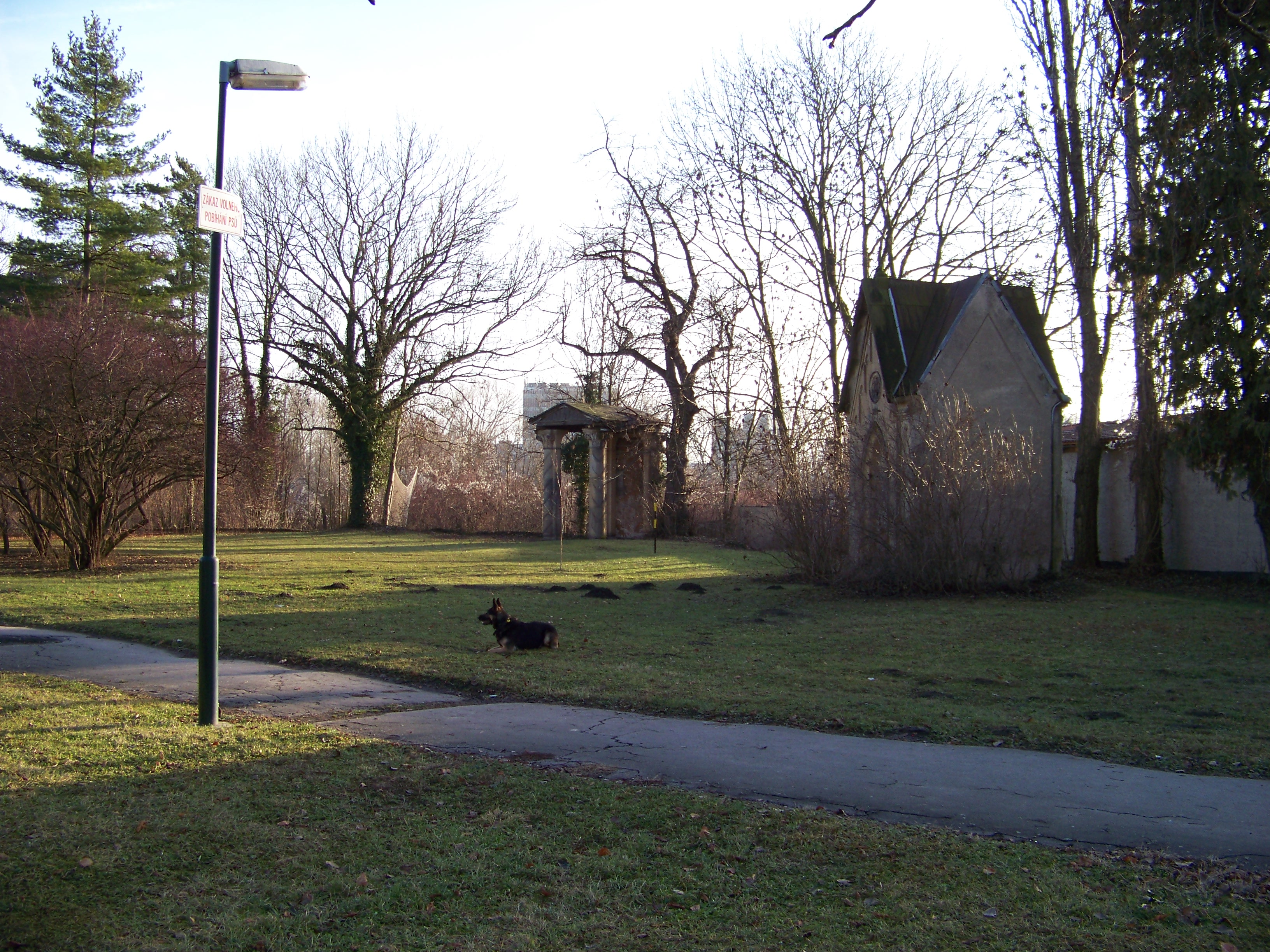
Bývalý Svatojiřský hřbitov zbořený roku 1969

Hřbitov byl zřízen v roce 1894 poblíž silnice na Kostomlaty jako nový městský hřbitov náhradou za pohřebiště u renesančního kostela svatého Jiří, který nadále sloužil jako obřadní kostel i pro nový hřbitov. Vznikl podle návrhu nymburského stavitele Červinky, první ostatky zde byly uloženy roku 1905. Židé z okolí byli pohřbíváni také na židovském hřbitově v Kovanicích.
V letech 1922 až 1924 bylo v na novém hřbitově postaveno krematorium podle návrhu architekta Bedřicha Feuersteina v puristickém slohu. Podél zdí areálu je umístěna řada hrobek významných obyvatel města, pohřbeni jsou na hřbitově i vojáci a legionáři bojující v první a druhé světové válce.
Starý svatojiřský hřbitov byl v letech 1967 až 1969 asanován a změněn ve Svatojiřský park.

## Osobnosti pohřbené na tomto hřbitově
- MUDr. Antonín Brzorád (1876–1953), lékař a mecenáš
- Jan Dědina (1870–1955), malíř a ilustrátor
- Vratislav Effenberger (1923–1986), básník a literární teoretik
- Miroslav Macháček (1922–1991), herec a režisér Národního divadla